# Meridian Station, Mississippi
Meridian Station là một thành phố thuộc quận Lauderdale, tiểu bang Mississippi, Hoa Kỳ. Năm 2010, dân số của thành phố này là 1 090 người.

## Dân số
- Dân số năm 2000: 1 849 người.
- Dân số năm 2010: 1 090 người.